# KBS춘천방송총국
KBS춘천방송총국(KBS春川放送總局)은 강원특별자치도 영서 북부지역을 방송권역으로 하는 한국방송공사의 지역방송총국이다. 지역총국 중 하나로, KBS원주방송국, KBS강릉방송국을 하부에 두고 있다.

## 개요
한국방송공사의 지역총국 중 하나로, 강원특별자치도 지역국인 원주·강릉국을 관리하며 강원지역 KBS 방송을 총괄하고 있다. 1944년 사단법인 조선방송협회 춘천방송국으로 창설되어 1986년 12월 KBS 공사 직제개편으로 KBS 춘천방송총국으로 승격되었다.
2004년 11월 KBS 지역국 통폐합으로 영월국과 태백국, 속초국이 각각 원주국과 강릉국으로 통합된 KBS춘천총국은 총국의 기능이 KBS 강원본부의 개념으로 확대돼 총국장 직급이 상향되었고, 종전 본사에서 맡던 인사·예산 집행권 등이 총국으로 이양되었다.
대부분의 방송은 KBS 본사의 프로그램을 릴레이하여 편성하고 있으나, 보도, 지역현안, 지역민 문제에 대한 시사교양적 프로그램은 자체 제작하고 있다.
2009년 11월 27일에 1978년부터 31년간 사용한 낙원동 사옥에서 온의동으로 사옥을 이전했고, 동시에 3일 뒤인 11월 30일부터 지방권 최초로 모든 로컬 방송 프로그램을 HD(고화질)로 제작, 송출하고 있다. 현 온의동 사옥 부지는 예전에 춘천종합운동장 야구장이 있었던 자리다.
2009년 12월 18일에 온의동 신 사옥 준공식을 열었다.

## 연혁
- 1944년 12월 : 사단법인 조선방송협회 춘천방송국으로 창설
- 1947년 10월 : 호출부호 HLKM으로 변경
- 1950년 4월 : 춘천지방방송국으로 명칭변경
- 1957년 2월 : 춘천방송국으로 명칭 변경
- 1958년 4월 : 춘천방송국 이전(춘천시 옥천동 116)
- 1961년 12월 : 화천중계소 개소
- 1962년 5월 : 철원중계소 개소
- 1965년 10월 : 인제, 양구 중계소 개소
- 1967년 2월 : 사농송신소 신설
- 1978년 7월 : 춘천방송국 화악산 송신소 개소(1TV, 표준FM, 군FM)
- 1978년 10월 : 춘천방송국 신축, 이전(낙원동 86-1)
- 1981년 2월 : 교육TV 및 교육FM 방송개시
- 1982년 12월 : 봉의산 제2TV 방송 개시
- 1983년 5월 : 화악산 제2TV 방송 개시
- 1983년 8월 : 춘천 음악FM 방송 개국
- 1984년 10월 : 봉의산 1TV 방송 개시
- 1986년 12월 : 공사 직제 개편에 따라 춘천방송총국으로 승격
- 1993년 12월 : 청사증축(85평) 및 송출센터 설치
- 1996년 12월 : 개국 기념일을 12월 20일로 확정
- 2001년 11월 22일 : KBS 제2라디오 표준FM 방송 개국
- 2005년 12월 : 대룡산중계소 개소, 디지털TV 방송 개시
- 2006년 6월 : 지상파 DMB 방송 개시
- 2008년 7월 11일 : AM 중계소 폐소(홍천중계소, 화천중계소)
- 2009년 12월 18일: 온의동 신 사옥 이전 준공
- 2012년 10월 25일 : 아날로그 TV 방송 종료
- 2013년 10월 16일: 수도권, 강원도, 충청권 디지털 방송 재배치
- 2023년 6월 11일: 강원특별자치도 춘천시 방송길 109

## 방송 송출 시설망

### TV
- 1TV
  - 호출부호 : HLKM-DTV
  - 가상채널 : 9-1
- 2TV
  - 호출부호 : HLCE-DTV
  - 가상채널 : 7-1

| 송신소        | UHD      | UHD      | UHD    | HD       | HD       | HD    | 송신소 위치                                             |
| 송신소        | 물리채널 | 물리채널 | 출력   | 물리채널 | 물리채널 | 출력  | 송신소 위치                                             |
| 송신소        | 1TV      | 2TV      | 출력   | 1TV      | 2TV      | 출력  | 송신소 위치                                             |
| ------------- | -------- | -------- | ------ | -------- | -------- | ----- | ------------------------------------------------------- |
| 화악산 송신소 | CH 39    | CH 56    | 5㎾    | CH 32    | CH 41    | 2.5kW | 경기도 가평군 북면 화악2리 산218-2                      |
| 대룡산 중계소 | CH 39    | CH 56    | 2㎾    | CH 15    | CH 17    | 1kW   | 강원특별자치도 춘천시 동내면 대룡산길 944(고은리 산1-2) |
| 홍천 중계소   | 준비중   | 준비중   | 준비중 | CH 27    | CH 25    | 90W   | 강원특별자치도 홍천군 홍천읍 연봉리 산11-18             |
| 서석 중계소   | 준비중   | 준비중   | 준비중 | CH 25    | CH 28    | 20W   | 강원특별자치도 홍천군 서석면 상군두리 산32              |
| 남산A 소출력  | 준비중   | 준비중   | 준비중 | CH 32    | CH 41    | 0.05W | 강원특별자치도 춘천시 남산면 강촌리                     |
| 남산B 소출력  | 준비중   | 준비중   | 준비중 | CH 32    | CH 41    | 0.05W | 강원특별자치도 춘천시 남산면 서천리                     |
| 지촌 중계소   | 준비중   | 준비중   | 준비중 | CH 20    | CH 21    | 5W    | 강원특별자치도 춘천시 사북면 지촌리 산38-1              |
| 원천리 소출력 | 준비중   | 준비중   | 준비중 | CH 32    | CH 41    | 0.05W | 강원특별자치도 화천군 하남면 원천리 산93                |
| 화천 중계소   | 준비중   | 준비중   | 준비중 | CH 22    | CH 35    | 20W   | 강원특별자치도 화천군 화천읍 하리 산6                   |
| 상서 A 소출력 | 준비중   | 준비중   | 준비중 | CH 14    | CH 15    | 5W    | 강원특별자치도 화천군 상서면 산양리 산44                |
| 상서 B 소출력 | 준비중   | 준비중   | 준비중 | CH 32    | CH 41    | 0.05W | 강원특별자치도 화천군 상서면 다목리                     |
| 간동 중계소   | 준비중   | 준비중   | 준비중 | CH 44    | CH 46    | 5W    | 강원특별자치도 화천군 간동면 간척리 산5-2               |
| 대암 A 소출력 | 준비중   | 준비중   | 준비중 | CH 22    | CH 25    | 90W   | 강원특별자치도 인제군 서화면 서흥리 산170               |
| 양구 중계소   | 준비중   | 준비중   | 준비중 | CH 20    | CH 28    | 20W   | 강원특별자치도 양구군 양구읍 하리 산28                  |
| 인제 중계소   | 준비중   | 준비중   | 준비중 | CH 31    | CH 35    | 20W   | 강원특별자치도 인제군 인제읍 덕산리 산14-2              |
| 한계 중계소   | 준비중   | 준비중   | 준비중 | CH 20    | CH 28    | 5W    | 강원특별자치도 인제군 북면 한계리 1269-2                |
| 대암 B 소출력 | 준비중   | 준비중   | 준비중 | CH 20    | CH 27    | 5W    | 강원특별자치도 인제군 서화면 천도리 산141-5             |
| 상남 A 소출력 | 준비중   | 준비중   | 준비중 | CH 44    | CH 46    | 20W   | 강원특별자치도 인제군 상남면 신남리 산116               |
| 상남 B 소출력 | 준비중   | 준비중   | 준비중 | CH 31    | CH 35    | 20W   | 강원특별자치도 인제군 상남면 하남리 산2                 |
| 철원 중계소   | 준비중   | 준비중   | 준비중 | CH 20    | CH 28    | 20W   | 강원특별자치도 철원군 갈말읍 내대리 산12-1              |
| 김화 중계소   | 준비중   | 준비중   | 준비중 | CH 14    | CH 15    | 20W   | 강원특별자치도 철원군 김화읍 읍내리 산73                |

아날로그TV
- 1TV
  - 호출부호 : HLKM-TV

| 송신소        | 채널  | 채널  | 출력        | 송신소 위치                        |
| 송신소        | 1TV   | 2TV   | 출력        | 송신소 위치                        |
| ------------- | ----- | ----- | ----------- | ---------------------------------- |
| 화악산 송신소 | CH 8  | CH 22 | 10㎾ / 30㎾ | 경기도 가평군 북면 화악2리 산218-2 |
| 대룡산 중계소 | CH 12 | CH 6  | 1㎾         | 강원 춘천시 동내면 고은리 산1-2    |
| 홍천 중계소   | CH 47 | CH 45 | 100W        | 강원 홍천군 홍천읍 연봉리 산11-6   |
| 지촌 중계소   | CH 53 | CH 51 | 10W         | 강원 춘천시 사북면 지촌리 산38-1   |
| 간동 중계소   | CH 45 | CH 41 | 10W         | 강원 화천군 간동면 간척리 산5-2    |
| 산양 중계소   | CH 53 | CH 41 | 10W         | 강원 화천군 상서면 산양리 산44     |
| 대암산 중계소 | CH 50 | CH 39 | 500W        | 강원 인제군 서화면 서흥리 산170    |
| 양구 중계소   | CH 23 | CH 33 | 100W        | 강원 양구군 양구읍 하리 74         |
| 인제 중계소   | CH 43 | CH 51 | 100W        | 강원 인제군 인제읍 덕산리 산14-2   |
| 한계 중계소   | CH 23 | CH 29 | 10W         | 강원 인제군 북면 한계리 산74       |
| 신풍 중계소   | CH 57 | CH 51 | 100W        | 강원 인제군 남면 신남리 산116      |
| 서화 중계소   | CH 35 | CH 33 | 10W         | 강원 인제군 서화면 천도리 산141-5  |
| 기린 중계소   | CH 29 | CH 33 | 100W        | 강원 인제군 상남면 하남리 산2      |
| 철원 중계소   | CH 45 | CH 48 | 100W        | 강원 철원군 갈말읍 내대리 산12-1   |

### 라디오
| KBS춘천 제1라디오          | KBS춘천 제1라디오 | KBS춘천 제1라디오 | KBS춘천 제1라디오 | KBS춘천 제1라디오                             | KBS춘천 제1라디오 | KBS춘천 제1라디오 | KBS춘천 제1라디오 | KBS춘천 제1라디오 |
| 송신소                     | 주파수            | 출력              | 호출부호          | 송신소 위치                                   | 비고              |                   |                   |                   |
| -------------------------- | ----------------- | ----------------- | ----------------- | --------------------------------------------- | ----------------- | ----------------- | ----------------- | ----------------- |
| 사농 송신소                | AM 657kHz         | 50kW              | HLKM              | 강원특별자치도 춘천시 우두벌8길 3(사농동 648) |                   |                   |                   |                   |
| 화악산 송신소              | FM 99.5MHz        | 5kW               | HLKM-SFM          | 경기도 가평군 북면 화악2리 산218-2            |                   |                   |                   |                   |
| 대암산 중계소              | FM 97.5MHz        | 100W              | HLSE-SFM          | 강원특별자치도 인제군 서화면 서흥리 산170     | [ 4 ]             |                   |                   |                   |
| KBS춘천 제2라디오 (해피FM) |                   |                   |                   |                                               |                   |                   |                   |                   |
| 송신소                     | 주파수            | 출력              | 호출부호          | 송신소 위치                                   | 비고              |                   |                   |                   |
| 화악산 송신소              | FM 98.7MHz        | 3kW               | HLCE-SFM          | 경기도 가평군 북면 화악2리 산218-2            |                   |                   |                   |                   |
| 인제 중계소                | FM 88.1MHz        | 100W              | HLCE-SFM          | 강원특별자치도 인제군 인제읍 덕산리 산14-2    | [ 5 ]             |                   |                   |                   |
| KBS춘천 클래식FM           |                   |                   |                   |                                               |                   |                   |                   |                   |
| 송신소                     | 주파수            | 출력              | 호출부호          | 송신소 위치                                   | 비고              |                   |                   |                   |
| 화악산 송신소              | FM 91.1MHz        | 5kW               | HLKM-FM           | 경기도 가평군 북면 화악2리 산218-2            |                   |                   |                   |                   |

## 제작 프로그램

### KBS 1TV

#### 보도 프로그램
| 프로그램명        | 방송시간           | 편성시간                                                | 진행                        |
| ----------------- | ------------------ | ------------------------------------------------------- | --------------------------- |
| KBS 뉴스광장 강원 | 평일 15분          | 평일 아침 7시 35분 ~ 7시 50분                           | 윤석황                      |
| KBS 뉴스 930 강원 | 평일 10분          | 평일 오전 9시 45분 ~ 9시 55분                           | 김서련                      |
| KBS 뉴스 7 강원   | 월~목 40분         | 월~목 저녁 7시 ~ 7시 40분                               | 이의선, 정은숙              |
| KBS 뉴스 7 강원   | 금요일 5분         | 금요일 저녁 7시 20분 ~ 7시 25분                         | 이의선                      |
| KBS 뉴스 9 강원   | 평일 15분 주말 5분 | 평일 밤 9시 30분 ~ 9시 45분 주말 밤 9시 25분 ~ 9시 30분 | 임채원 (평일) 무작위 (주말) |

#### 1TV 프로그램
| 방송 시간     | 프로그램            | 비고 |
| ------------- | ------------------- | ---- |
| 14:10 (월,금) | 재방송              |      |
| 17:30 (평일)  | 전국을 달린다       |      |
| 17:45 (월~목) | 강원도가 좋다       |      |
| 19:40 (화)    | 집중진단 강원       |      |
| 19:40 (수)    | 이스트라이프 시즌 2 |      |
| 19:40 (금)    | 지명수배            |      |

### 라디오

#### 제1라디오
보도
시사·교양
- 11시 강원도연구소 (시사교양, 평일 11:05~11:57) (진행 김서련)

#### 클래식FM
음악
- 음악이 흐르는 오후 (음악, 평일 16:00~17:00)

#### 종영 프로그램
- 시사집중 11 (1R) (2019년 2월 26일 자로 폐지)
- 공감 5시 (1R) (2019년 3월 1일 자로 폐지)
- 강원의 아침 (1R) (2025년 4월 4일 자로 폐지)
- 생방송 오늘은... (1R) (2025년 4월 4일 자로 폐지)
- 11시 청춘 가요열차 (2R) (2019년 3월 1일 자로 폐지)
- FM 음악여행 (FM) (2014년 12월 31일 자로 폐지)
- 행복한 오후 그대와 함께 (FM) (2018년 12월 14일 자로 폐지)
- 커피앤 클래식 (FM) (2024년 5월 10일 자로 폐지)
- 재즈 & 클래식 (FM) (2025년 4월 4일 자로 폐지)

## 조직
- 편성제작팀 - TV제작, 편성
- 보도본부 - 영상취재, 취재
- 기술본부 - 기술관리, 제작기술(TV/R제작,중계), 송출기술
- 시청자서비스팀 - 총무, 재원관리

## 아나운서
| 1996년 | 제23기   | 윤석황 |        |
| 2004년 | 제30기   | 이의선 | 정은숙 |
| 2010년 | 제36기   |        | 김서련 |
| 2019년 | 제46기   |        | 김수연 |
| 2025년 | 프리랜서 |        | 임채원 |

## 전직 아나운서

### 남성
- 최계환 (퇴사)
- 김영길 (1959년~1961년, 퇴사)
- 정경래 (퇴사)
- 이길수 (퇴사)
- 김성수 (1981년~1994년, 전 KBS 서울본국)
- 조건진 (1986년~1987년, 전 KBS서울본국)
- 전인석 (1987년~1990년, 전 KBS서울본국)
- 표영준 (1992년~1993년 아나운서부장, 전 KBS 서울본국/현 KBS N 스포츠 아나운서)
- 정우영 (1994년~2000년)
- 유지철 (1995년~1997년, 현 KBS 서울본국)
- 이명용 (2000년~2001년, 아나운서부장, 전 KBS 서울본국)
- 김관동 (1987년~1997년, 현 KBS 서울본국)
- 박대식 (PD 전직, KBS본사 제1라디오)
- 유연배 (원주국 전보)
- 유진수 (1995년, 전 MBC아나운서) 2001년 ~ 현 JTV전주방송 아나운서)
- 이주복 (정년 퇴직)
- 권태근 (1984년~1993년, 전 대구MBC아나운서)
- 최일지 (2005년, 현 KBS청주방송총국 기자)
- 한태호 (원주국 전보, 현 KBS 원주)
- 이형걸 (2017년~2018년, 2019년~2020년, 현 KBS청주방송총국장)
- 윤만오 (1985년~2019년, 정년퇴직)
- 송준규 (2019년~2020년, 현 프리랜서 아나운서)
- 노효상 (2020년~2021년, 전 YTN 라디오 아나운서)
- 이상철 (2022년~2023년, 現 연합뉴스TV 아나운서, 전 KNN 아나운서, 전 KBS안동방송국 아나운서, 전 SBS 리포터, KBS대구방송총국 MC)

### 여성
- 송경원 (퇴사)
- 주미영 (퇴사)
- 이은경 (퇴사)
- 이공순 (퇴사)
- 성연미 (1985년~1991년, 전 BBS 아나운서/현 봄온 아나운서 아카데미 대표)
- 정혜정 (1994년~1997년, 퇴사)
- 최원정 (2000년~2001년, 현 KBS 서울본국)
- 김날해 (2001년~2009년, 구 SBS CNBC 현 SBS BIZ기자)
- 김진경 (퇴사)
- 염정원 (퇴사)
- 한기영 (퇴사)
- 이지연 (2001년, 전 KBS 서울본국)
- 강영은 (2003년, 전 MBC 아나운서)
- 이하정 (2004년~2005년, 전 MBC 서울본국 현 방송인)
- 김진희 (2004년~2005년, 현 KBS 서울본국)
- 윤수영 (2005년~2006년, 현 KBS 서울본국)
- 박지현 (2007년~2008년, 현 KBS 서울본국)
- 유지원 (2008년~2009년, 현 KBS 서울본국)
- 김솔희 (2009년~2010년, 현 KBS 서울본국)
- 이슬기 (2012년~2013년, 현 KBS 서울본국)
- 강서은 (2014년~2020년, 전 퇴사)
- 박소현 (2015년~2017년, 현 KBS 서울본국)
- 강지연 (2017년~2018년, 현 TBS 교통방송)
- 이은주 (2018년~ 현 KBS원주 아나운서)
- 박서정 (1982년~2020년, 정년퇴직)

## 기상 캐스터
- 이원영

## 기자
- 송승룡 보도국장
- 최진호
- 이영일
- 엄기숙
- 김영준
- 윤진영
- 이청초
- 박성은
- 이유진
- 임서영
- 조연주
- 김문영
- 이현기

전직기자
- 황상무 (前 KBS 서울본국 기자)

## 참고 문헌
- KBS 춘천방송총국의 어제와 오늘 (1) 보관됨 2016-03-14 - 웨이백 머신
- KBS 춘천방송총국의 어제와 오늘 (2) 보관됨 2016-03-14 - 웨이백 머신